# Liga Mistrzów UEFA (2007/2008)/Faza grupowa
W fazie grupowej zmierzą się 16 zwycięzców fazy kwalifikacyjnej i 16 drużyn, które zapewniły sobie udział w Lidze Mistrzów dzięki pozycjom zajętym w rozgrywkach ligowych.
| Zespoły, które zapewniły sobie awans w rozgrywkach ligowych: | Zespoły, które przeszły fazę kwalifikacyjną: |
| - AC Milan (obrońca tytułu) - Inter Mediolan - AS Roma - Manchester United - Chelsea F.C. - Olympique Lyon - Olympique Marsylia - VfB Stuttgart - FC Schalke 04 - FC Porto - Sporting CP - Real Madryt - FC Barcelona - Olympiakos SFP - PSV - CSKA Moskwa | - S.S. Lazio - Liverpool - Arsenal F.C. - Werder Brema - SL Benfica - Sevilla FC - Valencia CF - Celtic F.C. - Rangers F.C. - Fenerbahçe SK - Beşiktaş JK - Slavia Praga - Dynamo Kijów - Szachtar Donieck - Steaua Bukareszt - Rosenborg BK |

Losowanie grup Ligi Mistrzów 2007/2008 odbyło się 30 sierpnia 2007 roku o godzinie 18:00 w Monte Carlo.

## Grupa A
| Poz | Zespół             | Pts | Pld | W | D | L | GF | GA | GD  |
| --- | ------------------ | --- | --- | - | - | - | -- | -- | --- |
| 1   | FC Porto           | 11  | 6   | 3 | 2 | 1 | 8  | 7  | +1  |
| 2   | Liverpool          | 10  | 6   | 3 | 1 | 2 | 18 | 5  | +13 |
| 3   | Olympique Marsylia | 7   | 6   | 2 | 1 | 3 | 6  | 9  | -3  |
| 4   | Beşiktaş JK        | 6   | 6   | 2 | 0 | 4 | 4  | 15 | -11 |

| 18 września 2007 20:45 CET | Olympique Marsylia · Rodriguez 76' · Cissé 90+1' | 2 – 00 – 0 | Beşiktaş JK | Stade Vélodrome, Marsylia · Sędzia: Trefoloni ( Włochy) |
|                            |                                                  |            |             |                                                         |

| 18 września 2007 20:45 CET | FC Porto · Lucho González 8' (k) | 1 – 1 | Liverpool · Kuijt 17' | Estádio do Dragão, Porto · Sędzia: Micheľ ( Słowacja) |
|                            |                                  |       |                       |                                                       |

| 3 października 2007 20:45 CET | Liverpool | 0 – 10 – 0 | Olympique Marsylia · Valbuena 77' | Anfield Road, Liverpool · Sędzia: Plautz ( Austria) |
|                               |           |            |                                   |                                                     |

| 3 października 2007 20:45 CET | Beşiktaş JK | 0 – 10 – 0 | FC Porto · Quaresma 90+2' | Inönü, Stambuł · Sędzia: Vink ( Holandia) |
|                               |             |            |                           |                                           |

| 24 października 2007 20:45 CET | Beşiktaş JK · Hyypiä 13' (o.g.) · Bobô 82' | 2 – 11 – 0 | Liverpool · Gerrard 85' | Inönü, Stambuł · Sędzia: Larsen ( Dania) |
|                                |                                            |            |                         |                                          |

| 24 października 2007 20:45 CET | Olympique Marsylia · Niang 69' | 1 – 10 – 0 | FC Porto · Lucho González 79' (k.) | Stade Vélodrome, Marsylia · Sędzia: González ( Hiszpania) |
|                                |                                |            |                                    |                                                           |

| 6 listopada 2007 20:45 CET | Liverpool · Crouch 16' 89' · Benajun 32' 53' 56' · Gerrard 69' · Babel 78' 81' | 8 – 02 – 0 | Beşiktaş JK | Anfield Road, Liverpool · Sędzia: Merk ( Niemcy) |
|                            |                                                                                |            |             |                                                  |

| 6 listopada 2007 20:45 CET | FC Porto · Sektiuoi 27' · Lisandro 78' | 2 – 11 – 0 | Olympique Marsylia · Niang 47' | Estádio do Dragão, Porto · Sędzia: Stark ( Niemcy) |
|                            |                                        |            |                                |                                                    |

| 28 listopada 2007 20:45 CET | Beşiktaş JK · Tello 27' · Bobô 88' | 2 – 11 – 0 | Olympique Marsylia · Taiwo 65' | Inönü, Stambuł · Sędzia: Medina Cantalejo ( Hiszpania) |
|                             |                                    |            |                                |                                                        |

| 28 listopada 2007 20:45 CET | Liverpool · Fernando Torres 19' 78' · Gerrard 84' (k.) · Crouch 87' | 4 – 11 – 1 | FC Porto · Lisandro 33' | Anfield Road, Liverpool · Sędzia: Rosetti ( Włochy) |
|                             |                                                                     |            |                         |                                                     |

| 11 grudnia 2007 20:45 CET | Olympique Marsylia | 0 – 40 – 2 | Liverpool · Steven Gerrard 4' · Torres 11' · Kuijt 48' · Babel 90+1' | Stade Vélodrome, Marsylia · Sędzia: Hauge ( Norwegia) |
|                           |                    |            |                                                                      |                                                       |

| 11 grudnia 2007 20:45 CET | FC Porto · Lucho González 44' · Quaresma 62' | 2 – 01 – 0 | Beşiktaş JK | Estádio do Dragão, Porto · Sędzia: Fröjdfeldt ( Szwecja) |
|                           |                                              |            |             |                                                          |

## Grupa B
| Poz | Zespół        | Pts | Pld | W | D | L | GF | GA | GD |
| --- | ------------- | --- | --- | - | - | - | -- | -- | -- |
| 1   | Chelsea F.C.  | 12  | 6   | 3 | 3 | 0 | 9  | 2  | +7 |
| 2   | FC Schalke 04 | 8   | 6   | 2 | 2 | 2 | 5  | 4  | +1 |
| 3   | Rosenborg BK  | 7   | 6   | 2 | 1 | 3 | 6  | 10 | -4 |
| 4   | Valencia CF   | 5   | 6   | 1 | 2 | 3 | 2  | 6  | -4 |

| 18 września 2007 20:45 CET | Chelsea F.C. · Szewczenko 53' | 1 – 10 – 1 | Rosenborg BK · Koppinen 24' | Stamford Bridge, Londyn · Sędzia: Duhamel ( Francja) |
|                            |                               |            |                             |                                                      |

| 18 września 2007 20:45 CET | FC Schalke 04 | 0 – 10 – 0 | Valencia CF · Villa 63' | Veltins-Arena, Gelsenkirchen · Sędzia: Wegereef ( Holandia) |
|                            |               |            |                         |                                                             |

| 3 października 2007 20:45 CET | Valencia CF · Villa 9' | 1 – 21 – 1 | Chelsea F.C. · J.Cole 21' · Drogba 71' | Estadio Mestalla, Walencja · Sędzia: Rosetti ( Włochy) |
|                               |                        |            |                                        |                                                        |

| 3 października 2007 20:45 CET | Rosenborg BK | 0 – 20 – 0 | FC Schalke 04 · J. Jones 62' · Kurányi 89' | Lerkendal Stadion, Trondheim · Sędzia: Gilewski ( Polska) |
|                               |              |            |                                            |                                                           |

| 24 października 2007 20:45 CET | Rosenborg BK · Koné 53' · Riseth 61' | 2 – 00 – 0 | Valencia CF | Lerkendal Stadion, Trondheim · Sędzia: Thomson ( Szkocja) |
|                                |                                      |            |             |                                                           |

| 24 października 2007 20:45 CET | Chelsea F.C. · Malouda 4' · Drogba 47' | 2 – 01 – 0 | FC Schalke 04 | Stamford Bridge, Londyn · Sędzia: Fröjdfeldt ( Szwecja) |
|                                |                                        |            |               |                                                         |

| 6 listopada 2007 20:45 CET | Valencia CF | 0 – 20 – 1 | Rosenborg BK · Iversen 31' 58' | Estadio Mestalla, Walencja · Sędzia: Yefet ( Izrael) |
|                            |             |            |                                |                                                      |

| 6 listopada 2007 20:45 CET | FC Schalke 04 | 0 – 0 | Chelsea F.C. | Veltins-Arena, Gelsenkirchen · Sędzia: Busacca ( Szwajcaria) |
|                            |               |       |              |                                                              |

| 28 listopada 2007 20:45 CET | Rosenborg BK | 0 – 40 – 3 | Chelsea F.C. · Drogba 8' 20' · Alex 40' · J. Cole 73' | Lerkendal Stadion, Trondheim · Sędzia: Benquerença ( Portugalia) |
|                             |              |            |                                                       |                                                                  |

| 28 listopada 2007 20:45 CET | Valencia CF | 0 – 0 | FC Schalke 04 | Estadio Mestalla, Walencja · Sędzia: De Bleeckere ( Belgia) |
|                             |             |       |               |                                                             |

| 11 grudnia 2007 20:45 CET | Chelsea F.C. | 0 – 0 | Valencia CF | Stamford Bridge, Londyn · Sędzia: Gilewski ( Polska) |
|                           |              |       |             |                                                      |

| 11 grudnia 2007 20:45 CET | FC Schalke 04 · Asamoah 12' · Rafinha 19' · Kurányi 36' | 3 – 1 | Rosenborg BK · Koné 23' | Veltins-Arena, Gelsenkirchen · Sędzia: Riley ( Anglia) |
|                           |                                                         |       |                         |                                                        |

## Grupa C
| Poz | Zespół         | Pts | Pld | W | D | L | GF | GA | GD |
| --- | -------------- | --- | --- | - | - | - | -- | -- | -- |
| 1   | Real Madryt    | 11  | 6   | 3 | 2 | 1 | 13 | 9  | +4 |
| 2   | Olympiakos SFP | 11  | 6   | 3 | 2 | 1 | 11 | 7  | +4 |
| 3   | Werder Brema   | 6   | 6   | 2 | 0 | 4 | 8  | 13 | -5 |
| 4   | S.S. Lazio     | 5   | 6   | 1 | 2 | 3 | 8  | 11 | -3 |

| 18 września 2007 20:45 CET | R. Madryt · Raúl 16' · van Nistelrooy 74' | 2 – 11 – 1 | Werder Brema · Sanogo 17' | Santiago Bernabéu, Madryt · Sędzia: Webb ( Anglia) |
|                            |                                           |            |                           |                                                    |

| 18 września 2007 20:45 CET | Olympiakos SFP · Galletti 55' | 1 – 10 – 0 | S.S. Lazio · Zauri 77' | Stadion Karaiskákis, Pireus · Sędzia: Braamhaar ( Holandia) |
|                            |                               |            |                        |                                                             |

| 3 października 2007 20:45 CET | S.S. Lazio · Pandew 32' · Pandew 75' | 2 – 21 – 1 | R. Madryt · van Nistelrooy 8' · van Nistelrooy 61' | Stadio Olimpico, Rzym · Sędzia: De Bleeckere ( Belgia) |
|                               |                                      |            |                                                    |                                                        |

| 3 października 2007 20:45 CET | Werder Brema · Almeida 32' | 1 – 31 – 0 | Olympiakos SFP · Stoltidis 72' · Patsatzoglu 82' · Kovačević 87' | Weserstadion, Brema · Sędzia: Larsen ( Dania) |
|                               |                            |            |                                                                  |                                               |

| 24 października 2007 20:45 CET | Werder Brema · Sanogo 28' · Hugo Almeida 54' | 2 – 11 – 0 | S.S. Lazio · Manfredini 82' | Weserstadion, Brema · Sędzia: Benquerença ( Portugalia) |
|                                |                                              |            |                             |                                                         |

| 24 października 2007 20:45 CET | R. Madryt · Raúl 2' · Robinho 68', 83' · Balboa 90+3' | 4 – 21 – 1 | Olympiakos SFP · Galletti 7' · Júlio César 47' | Santiago Bernabéu, Madryt · Sędzia: Øvrebø ( Norwegia) |
|                                |                                                       |            |                                                |                                                        |

| 6 listopada 2007 20:45 CET | S.S. Lazio · Rocchi 57' 68' | 2 – 10 – 0 | Werder Brema · Diego 88' (k) | Stadio Olimpico, Rzym · Sędzia: Bebek ( Chorwacja) |
|                            |                             |            |                              |                                                    |

| 6 listopada 2007 20:45 CET | Olympiakos SFP | 0 – 0 | R. Madryt | Stadion Karaiskákis, Pireus · Sędzia: Micheľ ( Słowacja) |
|                            |                |       |           |                                                          |

| 28 listopada 2007 20:45 CET | Werder Brema · Rosenberg 7' · Sanogo 40' · Hunt 58' | 3 – 22 – 1 | R. Madryt · Robinho 14' · van Nistelrooy 71' | Weserstadion, Brema · Sędzia: Vink ( Holandia) |
|                             |                                                     |            |                                              |                                                |

| 28 listopada 2007 20:45 CET | S.S. Lazio · Pandew 30' | 1 – 21 – 1 | Olympiakos SFP · Galletti 35' · Kovačević 64' | Stadio Olimpico, Rzym · Sędzia: Webb ( Anglia) |
|                             |                         |            |                                               |                                                |

| 11 grudnia 2007 20:45 CET | R. Madryt · Raúl 5' · Baptista 13' · Robinho 36' | 3 – 13 – 0 | S.S. Lazio · Pandew 80' | Santiago Bernabéu, Madryt · Sędzia: Busacca ( Szwajcaria) |
|                           |                                                  |            |                         |                                                           |

| 11 grudnia 2007 20:45 CET | Olympiakos SFP · Stoltidis 12' 74' · Kovačević 70' | 3 – 01 – 0 | Werder Brema | Stadion Karaiskákis, Pireus · Sędzia: Duhamel ( Francja) |
|                           |                                                    |            |              |                                                          |

## Grupa D
| Poz | Zespół           | Pts | Pld | W | D | L | GF | GA | GD |
| --- | ---------------- | --- | --- | - | - | - | -- | -- | -- |
| 1   | AC Milan         | 13  | 6   | 4 | 1 | 1 | 12 | 5  | +7 |
| 2   | Celtic F.C.      | 9   | 6   | 3 | 0 | 3 | 5  | 6  | -1 |
| 3   | SL Benfica       | 7   | 6   | 2 | 1 | 3 | 5  | 6  | -1 |
| 4   | Szachtar Donieck | 6   | 6   | 2 | 0 | 4 | 6  | 11 | -5 |

| 18 września 2007 20:45 CET | AC Milan · Pirlo 9' · Inzaghi 24' | 2 – 12 – 0 | SL Benfica · Nuno Gomes 90+2' | Stadio Giuseppe Meazza, Mediolan · Sędzia: Riley ( Anglia) |
|                            |                                   |            |                               |                                                            |

| 18 września 2007 20:45 CET | Szachtar · Brandão 5' · Lucarelli 8' | 2 – 0 | Celtic F.C. | Stadion Szachtara, Donieck · Sędzia: Mallenco ( Hiszpania) |
|                            |                                      |       |             |                                                            |

| 3 października 2007 20:45 CET | Celtic F.C. · McManus 62' · McDonald 90' | 2 – 10 – 0 | AC Milan · Kaká 68' (k) | Celtic Park, Glasgow Sędzia: Merk ( Niemcy) |
|                               |                                          |            |                         |                                             |

| 3 października 2007 20:45 CET | SL Benfica | 0 – 1 | Szachtar · Jadson 42' | Estádio da Luz, Lizbona · Sędzia: Stark ( Niemcy) |
|                               |            |       |                       |                                                   |

| 24 października 2007 20:45 CET | SL Benfica · Cardozo 87' | 1 – 00 – 0 | Celtic F.C. | Estádio da Luz, Lizbona · Sędzia: Busacca ( Szwajcaria) |
|                                |                          |            |             |                                                         |

| 24 października 2007 20:45 CET | AC Milan · Gilardino 6' 14' · Seedorf 62' 69' | 4 – 12 – 0 | Szachtar · Lucarelli 51' | Stadio Giuseppe Meazza, Mediolan · Sędzia: Cantalejo ( Hiszpania) |
|                                |                                               |            |                          |                                                                   |

| 6 listopada 2007 20:45 CET | Celtic F.C. · McGeady 45' | 1 – 0 | SL Benfica | Celtic Park, Glasgow · Sędzia: Hansson ( Szwecja) |
|                            |                           |       |            |                                                   |

| 6 listopada 2007 20:45 CET | Szachtar | 0 – 30 – 0 | AC Milan · Inzaghi 66' 90+3' · Kaká 72' | Stadion Szachtara, Donieck · Sędzia: Vink ( Holandia) |
|                            |          |            |                                         |                                                       |

| 28 listopada 2007 20:45 CET | SL Benfica · Maxi Pereira 20' | 1 – 1 | AC Milan · Pirlo 15' | Estádio da Luz, Lizbona · Sędzia: Fandel ( Niemcy) |
|                             |                               |       |                      |                                                    |

| 28 listopada 2007 20:45 CET | Celtic F.C. · Jarošik 45' · Donati 90+2' | 2 – 11 – 1 | Szachtar · Brandão 4' | Celtic Park, Glasgow · Sędzia: Layec ( Francja) |
|                             |                                          |            |                       |                                                 |

| 4 grudnia 2007 20:45 CET | AC Milan · Inzaghi 70' | 1 – 00 – 0 | Celtic F.C. | Stadio Giuseppe Meazza, Mediolan · Sędzia: Øvrebø ( Norwegia) |
|                          |                        |            |             |                                                               |

| 4 grudnia 2007 20:45 CET | Szachtar · Lucarelli 30' (k.) | 1 – 2 | SL Benfica · Cardozo 6' 22' | Stadion Szachtara, Donieck · Sędzia: Vassaras ( Grecja) |
|                          |                               |       |                             |                                                         |

## Grupa E
| Poz | Zespół         | Pts | Pld | W | D | L | GF | GA | GD  |
| --- | -------------- | --- | --- | - | - | - | -- | -- | --- |
| 1   | FC Barcelona   | 14  | 6   | 4 | 2 | 0 | 12 | 3  | +10 |
| 2   | Olympique Lyon | 10  | 6   | 3 | 1 | 2 | 11 | 10 | +1  |
| 3   | Rangers F.C.   | 7   | 6   | 2 | 1 | 3 | 7  | 9  | -2  |
| 4   | VfB Stuttgart  | 3   | 6   | 1 | 0 | 5 | 7  | 15 | -8  |

| 19 września 2007 20:45 CET | Rangers F.C. · Adam 62' · Darcheville 75' (k) | 2 – 10 – 0 | VfB Stuttgart · Gómez 56' | Ibrox Park, Glasgow · Sędzia: Farina ( Włochy) |
|                            |                                               |            |                           |                                                |

| 19 września 2007 20:45 CET | FC Barcelona · Clerc 21' (sam.) · Messi 82' · Henry 90+1' | 3 – 01 – 0 | Olympique Lyon | Camp Nou, Barcelona · Sędzia: Busacca ( Szwajcaria) |
|                            |                                                           |            |                |                                                     |

| 2 października 2007 20:45 CET | Olympique Lyon | 0 – 30 – 1 | Rangers F.C. · McCulloch 23' · Cousin 48' · Beasley 53' | Stade de Gerland, Lyon · Sędzia: Henning ( Norwegia) |
|                               |                |            |                                                         |                                                      |

| 2 października 2007 20:45 CET | VfB Stuttgart | 0 – 20 – 0 | FC Barcelona · Puyol 53' · Messi 67' | Gottlieb-Daimler Stadion, Stuttgart · Sędzia: Hansson ( Szwecja) |
|                               |               |            |                                      |                                                                  |

| 23 października 2007 20:45 CET | VfB Stuttgart | 0 – 20 – 0 | Olympique Lyon · Santos 56' · Benzema 79' | Gottlieb-Daimler Stadion, Stuttgart Widzów: 51300 Sędzia: Cardozo |
|                                |               |            |                                           |                                                                   |

| 23 października 2007 20:45 CET | Rangers F.C. | 0 – 0 | FC Barcelona | Ibrox Park, Glasgow Widzów: 49957 Sędzia: Plautz |
|                                |              |       |              |                                                  |

| 7 listopada 2007 20:45 CET | Olympique Lyon · Ben Arfa 6' 37' · Källström 15' · Juninho 90+3' | 4 – 23 – 1 | VfB Stuttgart · Gómez 16' 56' | Stade de Gerland, Lyon · Sędzia: Baskakow ( Rosja) |
|                            |                                                                  |            |                               |                                                    |

| 7 listopada 2007 20:45 CET | FC Barcelona · Henry 6' · Messi 43' | 2 – 0 | Rangers F.C. | Camp Nou, Barcelona · Sędzia: Braamhaar ( Holandia) |
|                            |                                     |       |              |                                                     |

| 27 listopada 2007 20:45 CET | VfB Stuttgart · Cacau 45+2' · Pardo 62' · Marica 82' | 3 – 21 – 1 | Rangers F.C. · Adam 27' · Ferguson 70' | Gottlieb-Daimler Stadion, Stuttgart · Sędzia: Ceferin ( Słowenia) |
|                             |                                                      |            |                                        |                                                                   |

| 27 listopada 2007 20:45 CET | Olympique Lyon · Juninho 7' 80' (k) | 2 – 21 – 1 | FC Barcelona · Iniesta 3' · Messi 58' (k) | Stade de Gerland, Lyon · Sędzia: Farina ( Włochy) |
|                             |                                     |            |                                           |                                                   |

| 12 grudnia 2007 20:45 CET | Rangers F.C. | 0 – 30 – 1 | Olympique Lyon · Govou 16' · Benzema 85' 88' | Ibrox Park, Glasgow |
|                           |              |            |                                              |                     |

| 12 grudnia 2007 20:45 CET | FC Barcelona · dos Santos 36' · Eto’o 57' · Ronaldinho 67' | 3 – 1 | VfB Stuttgart · da Silva 3' | Camp Nou, Barcelona Sędzia: 0 – 1 |
|                           |                                                            |       |                             |                                   |

## Grupa F
| Poz | Zespół            | Pts | Pld | W | D | L | GF | GA | GD  |
| --- | ----------------- | --- | --- | - | - | - | -- | -- | --- |
| 1   | Manchester United | 16  | 6   | 5 | 1 | 0 | 13 | 4  | +9  |
| 2   | AS Roma           | 11  | 6   | 3 | 2 | 1 | 11 | 6  | +5  |
| 3   | Sporting CP       | 7   | 6   | 2 | 1 | 3 | 9  | 8  | +1  |
| 4   | Dynamo Kijów      | 0   | 6   | 0 | 0 | 6 | 4  | 19 | -15 |

| 19 września 2007 20:45 CET | AS Roma · Perrotta 9' · Totti 70' | 2 – 01 – 0 | Dynamo Kijów | Stadio Olimpico, Rzym · Sędzia: Hamer ( Luksemburg) |
|                            |                                   |            |              |                                                     |

| 19 września 2007 20:45 CET | Sporting CP | 0 – 10 – 0 | Manchester United · C. Ronaldo 62' | Estádio José Alvalade, Lizbona · Sędzia: Fandel ( Niemcy) |
|                            |             |            |                                    |                                                           |

| 2 października 2007 20:45 CET | Manchester United · Rooney 70' | 1 – 00 – 0 | AS Roma | Old Trafford, Anglia · Sędzia: González ( Hiszpania) |
|                               |                                |            |         |                                                      |

| 2 października 2007 20:45 CET | Dynamo Kijów · Waszczuk 28' | 1 – 2 | Sporting CP · Tonel 14' Polga 38' | Stadion Olimpijski, Kijów · Sędzia: Layec ( Francja) |
|                               |                             |       |                                   |                                                      |

| 23 października 2007 20:45 CET | Dynamo Kijów · Diogo Ricón 34' · Bangoura 78' | 2 – 41 – 3 | Manchester United · Ferdinand 10' · Rooney 18' · C. Ronaldo 41', 68' (k) | Stadion Olimpijski, Kijów · Widzów: 43000 · Sędzia: Gonzalez ( Hiszpania) |
|                                |                                               |            |                                                                          |                                                                           |

| 23 października 2007 20:45 CET | AS Roma · Juan 15' · Vučinić 70' | 2 – 11 – 1 | Sporting CP · Liédson 18' | Stadio Olimpico, Rzym Widzów: 35000 Sędzia: Hauge |
|                                |                                  |            |                           |                                                   |

| 7 listopada 2007 20:45 CET | Manchester United · Piqué 31' · Tévez 37' · Rooney 76' · C. Ronaldo 88' | 4 – 02 – 0 | Dynamo Kijów | Old Trafford, Manchester · Sędzia: Wegereef ( Holandia) |
|                            |                                                                         |            |              |                                                         |

| 7 listopada 2007 20:45 CET | Sporting CP · Liédson 22' 64' | 2 – 21 – 1 | AS Roma · Cassetti 4' · Polga 90' (o.g.) | Estádio José Alvalade, Lizbona · Sędzia: De Bleeckere ( Belgia) |
|                            |                               |            |                                          |                                                                 |

| 27 listopada 2007 20:45 CET | Dynamo Kijów · Bangoura 63' | 1 – 40 – 3 | AS Roma · Panucci 4' · Giuly 32' · Vučinić 36' 78' | Stadion Olimpijski, Kijów · Sędzia: Stark ( Niemcy) |
|                             |                             |            |                                                    |                                                     |

| 27 listopada 2007 20:45 CET | Manchester United · Tévez 61' · C. Ronaldo 90+2' | 2 – 10 – 1 | Sporting CP · Abel 21' | Old Trafford, Manchester · Sędzia: Bo Larsen ( Dania) |
|                             |                                                  |            |                        |                                                       |

| 12 grudnia 2007 20:45 CET | AS Roma · Mancini 71' | 1 – 10 – 1 | Manchester United · Piqué 34' | Stadio Olimpico, Rzym · Sędzia: Hansson ( Szwecja) |
|                           |                       |            |                               |                                                    |

| 12 grudnia 2007 20:45 CET | Sporting CP · Polga 35' (k) · Moutinho 67' · Liedson 88' | 3 – 01 – 0 | Dynamo Kijów | Estádio José Alvalade, Lizbona · Sędzia: Dougal ( Szkocja) |
|                           |                                                          |            |              |                                                            |

## Grupa G
| Poz | Zespół         | Pts | Pld | W | D | L | GF | GA | GD |
| --- | -------------- | --- | --- | - | - | - | -- | -- | -- |
| 1   | Inter Mediolan | 15  | 6   | 5 | 0 | 1 | 12 | 4  | +8 |
| 2   | Fenerbahçe SK  | 11  | 6   | 3 | 2 | 1 | 9  | 7  | +2 |
| 3   | PSV            | 7   | 6   | 2 | 1 | 3 | 4  | 7  | -3 |
| 4   | CSKA Moskwa    | 1   | 6   | 0 | 1 | 5 | 7  | 14 | -7 |

| 19 września 2007 20:45 CET | PSV · Lazović 59' · Perez 80' | 2 – 10 – 0 | CSKA Moskwa · Love 89' | Philips Stadion, Eindhoven |
|                            |                               |            |                        |                            |

| 19 września 2007 20:45 CET | Fenerbahçe SK · Deivid 43' | 1 – 0 | Inter Mediolan | Fenerbahçe Şükrü Saracoğlu, Stambuł |
|                            |                            |       |                |                                     |

| 2 października 2007 20:45 CET | Inter Mediolan · Ibrahimović 15' (k) 31' | 2 – 0 | PSV | Stadio Giuseppe Meazza, Mediolan · Sędzia: Vassaras ( Grecja) |
|                               |                                          |       |     |                                                               |

| 2 października 2007 20:45 CET | CSKA Moskwa · Krasić 49' · Love 53' (k) | 2 – 20 – 1 | Fenerbahçe SK · Alex 9' · Deivid 85' | Stadion Dynamo, Moskwa |
|                               |                                         |            |                                      |                        |

| 22 października 2007 18:30 CET | CSKA Moskwa · Jô 32' | 1 – 21 – 0 | Inter Mediolan · Crespo 52' · Samuel 80' | Stadion Dynamo, Moskwa Widzów: 35000 Sędzia: Riley |
|                                |                      |            |                                          |                                                    |

| 22 października 2007 20:45 CET | PSV | 0 – 0 | Fenerbahçe SK | Philips Stadion, Eindhoven Widzów: 36200 |
|                                |     |       |               |                                          |

| 7 listopada 2007 20:45 CET | Inter Mediolan · Ibrahimović 32' 75' · Cambiasso 34' 67' | 4 – 22 – 2 | CSKA Moskwa · Jô 23' · Vágner Love 31' | Stadio Giuseppe Meazza, Mediolan · Sędzia: Allaerts ( Belgia) |
|                            |                                                          |            |                                        |                                                               |

| 7 listopada 2007 20:45 CET | Fenerbahçe SK · Marcellis 28' (o.g.) · Şentürk 30' | 2 – 0 | PSV | Fenerbahçe Şükrü Saracoğlu, Stambuł · Sędzia: Hamer ( Luksemburg) |
|                            |                                                    |       |     |                                                                   |

| 27 listopada 2007 20:45 CET | CSKA Moskwa | 0 – 1 | PSV · Farfán 39' | Stadion Dynamo, Moskwa · Sędzia: Mejuto Gonzalez ( Hiszpania) |
|                             |             |       |                  |                                                               |

| 27 listopada 2007 20:45 CET | Inter Mediolan · Cruz 55' · Ibrahimović 66' · Jiménez 90+2' | 3 – 00 – 0 | Fenerbahçe SK | Stadio Giuseppe Meazza, Mediolan · Sędzia: Plautz ( Austria) |
|                             |                                                             |            |               |                                                              |

| 12 grudnia 2007 20:45 CET | PSV | 0 – 10 – 0 | Inter Mediolan · Cruz 64' | Philips Stadion, Eindhoven · Sędzia: Merk ( Niemcy) |
|                           |     |            |                           |                                                     |

| 12 grudnia 2007 20:45 CET | Fenerbahçe SK · Alex 32' · Uğur Boral 45+1' 90' | 3 – 12 – 1 | CSKA Moskwa · Edu 30' (sam.) | Fenerbahçe Şükrü Saracoğlu, Stambuł · Sędzia: Trefoloni ( Włochy) |
|                           |                                                 |            |                              |                                                                   |

## Grupa H
| Poz | Zespół           | Pts | Pld | W | D | L | GF | GA | GD  |
| --- | ---------------- | --- | --- | - | - | - | -- | -- | --- |
| 1   | Sevilla FC       | 15  | 6   | 5 | 0 | 1 | 14 | 7  | +7  |
| 2   | Arsenal          | 13  | 6   | 4 | 1 | 1 | 14 | 4  | +10 |
| 3   | Slavia Praga     | 5   | 6   | 1 | 2 | 3 | 5  | 16 | -11 |
| 4   | Steaua Bukareszt | 1   | 6   | 0 | 1 | 5 | 4  | 10 | -6  |

| 19 września 2007 20:45 CET | Arsenal F.C. · Fabregas 27' · Van Persie 59' · Eduardo 90' | 3 – 01 – 0 | Sevilla FC | Emirates Stadium, Londyn |
|                            |                                                            |            |            |                          |

| 19 września 2007 20:45 CET | Slavia Praga · Šenkeřík 13' · Belaid 63' | 2 – 11 – 1 | Steaua Bukareszt · Goian 33' | Stadion Evžena Rošického, Praga |
|                            |                                          |            |                              |                                 |

| 2 października 2007 20:45 CET | Steaua Bukareszt | 0 – 10 – 0 | Arsenal F.C. · Van Persie 76' | Ghencea, Bukareszt · Sędzia: Hauge ( Norwegia) |
|                               |                  |            |                               |                                                |

| 2 października 2007 20:45 CET | Sevilla FC · Kanouté 8' · Luís Fabiano 27' · Escude 58' · Kone 69' | 4 – 22 – 1 | Slavia Praga · Pudil 19' · Kalivoda 90+2' | Estadio Ramón Sánchez Pizjuán, Sewilla · Sędzia: Baskakow ( Rosja) |
|                               |                                                                    |            |                                           |                                                                    |

| 23 października 2007 20:45 CET | Sevilla FC · Kanouté 5' · Luís Fabiano 17' | 2 – 12 – 0 | Steaua Bukareszt · Petre 63' | Estadio Ramón Sánchez Pizjuán, Sewilla · Widzów: 32000 · Sędzia: Rosetti ( Włochy) |
|                                |                                            |            |                              |                                                                                    |

| 23 października 2007 20:45 CET | Arsenal F.C. · Fàbregas 5', 58' · Hubáček 24'(sam.) · Walcott 41', 55' · Hleb 51' · Bendtner 89' | 7 – 03 – 0 | Slavia Praga | Emirates Stadium, Londyn · Widzów: 59621 · Sędzia: Farina ( Włochy) |
|                                |                                                                                                  |            |              |                                                                     |

| 7 listopada 2007 20:45 CET | Steaua Bukareszt | 0 – 20 – 1 | Sevilla FC · Renato 25' 65' | Ghencea, Bukareszt · Sędzia: Fandel ( Niemcy) |
|                            |                  |            |                             |                                               |

| 7 listopada 2007 20:45 CET | Slavia Praga | 0 – 0 | Arsenal F.C. | Stadion Evžena Rošického, Praga · Sędzia: Layec ( Francja) |
|                            |              |       |              |                                                            |

| 27 listopada 2007 20:45 CET | Sevilla FC · Keita 24' · Luís Fabiano 34' · Kanouté 89' (k) | 3 – 12 – 1 | Arsenal F.C. · Eduardo 11' | Estadio Ramón Sánchez Pizjuán, Sewilla · Sędzia: Braamhaar ( Holandia) |
|                             |                                                             |            |                            |                                                                        |

| 27 listopada 2007 20:45 CET | Steaua Bukareszt · Badea 12' | 1 – 11 – 0 | Slavia Praga · Šenkeřík 78' | Ghencea, Bukareszt · Sędzia: Hamer ( Luksemburg) |
|                             |                              |            |                             |                                                  |

| 12 grudnia 2007 20:45 CET | Arsenal F.C. · Diaby 8' · Bendtner 42' | 2 – 12 – 0 | Steaua Bukareszt · Zaharia 68' | Emirates Stadium, Londyn · Sędzia: Baskakow ( Rosja) |
|                           |                                        |            |                                |                                                      |

| 12 grudnia 2007 20:45 CET | Slavia Praga | 0 – 30 – 0 | Sevilla FC · Luis Fabiano 66' · Kanouté 70' · Dani Alves 87' | Stadion Evžena Rošického, Praga · Sędzia: Kassai ( Węgry) |
|                           |              |            |                                                              |                                                           |